# MEMSメモリ
MEMSメモリとは微細加工技術によって基板上に形成されたMEMSを使用する記憶素子。

## 概要
いずれも不揮発性メモリで従来のフラッシュメモリ等の半導体記憶素子とは異なる原理で作動する。現在のHDDでは熱擾乱による磁化の消失の顕在化により、近い将来限界に達すると言われているので走査型プローブ顕微鏡の技術を応用することで1Tbit/inch2を超える記録密度を持つ次世代の超高密度メモリの実現に向けて開発が進められる。

## 種類
複数の形式がある。

### 陽極酸化型プローブメモリ
ナノ電極リソグラフィとも呼ばれ、チタン金属薄膜の表面をカンチレバーに電流を流すことにより陽極酸化させてナノサイズの酸化チタンドットを形成しそのふくらみを原子間力顕微鏡（AFM）で読み出す陽極酸化型プローブメモリ

### 電荷蓄積型プローブメモリ
窒化シリコン膜/酸化シリコン膜（NO 膜）界面に電荷を蓄積する

### サーモメカニカルプローブメモリ
ミリピードメモリ(en:Millipede memory)という非公式の愛称が付けられており、半導体チップ上の高分子製記憶媒体の熱による変形を原子間力顕微鏡で使用されているようなカンチレバーで物理的にナノスケールの点字のような穴を形成することにより、読み書きするもので、記録密度は理論的には 1Tビット/平方インチとされる。

### 強誘電体プローブメモリ
強誘電体の分極の正負を記録情報の 1/0 に対応させる